# Center for American Progress

Logotyp.

Center for American Progress är en amerikansk liberal tankesmedja grundad 2003 av John Podesta som tidigare arbetade som Vita husets stabschef under Bill Clinton. 

## Verksamhet
Efter Barack Obamas valseger i presidentvalet i USA 2008 blev Center for American Progress omnämnd i Time som den mest inflytelserika tankesmedjan i Washington, D.C. En motsvarande roll spelades av den konservativa tankesmedjan Heritage Foundation efter Ronald Reagans valseger i presidentvalet i USA 1980.
Flera inflytelserika personer har varit verksamma i Center for American Progress, bland andra statsvetaren Ruy Teixeira, nationalekonomen Laura Tyson, politikern Tom Daschle och aktivisten Elizabeth Edwards. Tankesmedjan har också en konstnärsresidens som handhas av Anna Deavere Smith.
Podesta har varit tankesmedjans verkställande direktör sedan grundandet 2003. Han ansåg att Republikanska partiet länge hade haft bättre tankesmedjor än Demokratiska partiet och ville grunda en motvikt till Heritage Foundation. Framför allt lyckades han få stora summor pengar från investerare som stått demokraterna nära, bland dem George Soros. Det har funnits flera stora bidragsgivare bakom tankesmedjan, vilket har lett till att ingen enda finansiär har kunnat diktera organisationens verksamhet.